# Bengan Wittström
Bengt Birger Fredrik "Bengan" Wittström, född 14 maj 1929 i Sankt Matteus församling i Stockholm, död 20 oktober 2003 i Högalids församling i Stockholm, var en svensk jazzmusiker, radioproducent och visforskare.

## Verksamhet
Wittström kom i början av 1960-talet till Sveriges Radio som producent, först i den då nystartade Melodiradion, och senare inom underhållningsavdelningen.
Han gjorde tillsammans med Kjell Swanberg humor-radioprogrammet Platt-etyder, som sändes i Sveriges Radio P3 under lördagsförmiddagarna under 1980-talet. På 1970-talet sände han de snarlika programserierna Bättre sänt än aldrig och Ännu bättre sänt än aldrig, som han gjorde tillsammans med Lasse O'Månsson. Wittström valde ut den musik som spelades i programmen. 
Samtidigt med sitt arbete som radioproducent studerade han vid Stockholms universitet, och skrev många artiklar och böcker kring folk- och nöjesliv i Stockholm.
Hans forskande i svensk visa ledde till långvarigt letande i Sveriges Radios grammofonarkiv, som resulterade i noteringar i ett kartotek (som senare kom att renskrivas av Eddie Bruhner). Denna unika referenssamling bildar fortfarande basen i radioprogram som till exempel Tattarspeedway, och skapade inspiration för fenomenet Sunkit.
Han var även jazzmusiker och spelade bas med många kända musiker under 1950-talet, bland annat i Charlie Normans orkester under åren 1953–1958.
Bengan Wittström är gravsatt i Högalids kolumbarium i Stockholm.

## Filmografi
- 1956 – Johan på Snippen – medlem i Charlie Normans showorkester
- 1987 – Leif – Karlsson